# Fangezhuang (socken i Kina, lat 39,64, long 118,46)
Fangezhuang (kinesiska: 范各庄乡, 范各庄) är en socken i Kina. Den ligger i provinsen Hebei, i den norra delen av landet, omkring 180 kilometer öster om huvudstaden Peking.
Genomsnittlig årsnederbörd är 805 millimeter. Den regnigaste månaden är augusti, med i genomsnitt 205 mm nederbörd, och den torraste är januari, med 2 mm nederbörd.